# 上松秀実
上松 秀実（うえまつ ひでみ、1986年1月16日 - ）は、日本の女性シンガーソングライター。血液型B型。新潟県佐渡市出身。

## 来歴
神津島出身の父と佐渡島出身の母の間に生まれ、両親の影響を受け幼い頃から郷土の民謡に親しむ。15歳から歌手を目指し、高校を中退して音楽活動に専念。オーディションを受けるなどの活動を始める。
20歳の時、埼玉県所沢市のギャル服店で働きながら、知り合いに作ってもらったオリジナルのトラックに乗せてクラブで歌い始める。この頃よりブラックミュージックの影響を受けた音楽作りを開始。オーディションを受けるなどの活動を継続していたところを現在の所属事務所の目に止まり、デビューが決定。
2008年10月8日、シングル「Dear My Friends/トラウマ」でメジャーデビュー。「10年に1人の才能」と評された。12月5日には渋谷duo music exchangeにて初ワンマンライヴ『上松 秀実 First Live 〜Dear My Friends〜』を開催。
2009年3月4日、2枚目のシングル「時代」を発表。11月18日、3枚目のシングル「Dear Lady」の発表を機に、公式サイトで自身が子宮内膜症であることを公表した。

### 音楽性
感情を赤裸々に綴った歌詞やブラックミュージックに民謡の融合した独特の歌唱は、音楽評論家で音楽雑誌『ROCKIN'ON JAPAN』（ロッキング・オン社刊）編集長の山崎洋一郎から「世界を変える」と評され、デビュー前から同誌において複数回取り上げられている。

## ディスコグラフィ

### シングル
全曲作詞作曲:上松秀実
|     | 発売日         | タイトル                 | 規格品番   | 収録曲                                       | 備考 |
| --- | -------------- | ------------------------ | ---------- | -------------------------------------------- | --- |
| 1st | 2008年10月8日  | Dear My Friends/トラウマ | TFCC-89256 | 1. Dear My Friends [4:39] 2. トラウマ [5:11] | テレビ愛知『a-ha-N varie』2008年10月度エンディングテーマ テレビ東京系『JAPAN COUNTDOWN』2008年10月度エンディングテーマ オリコン最高32位、登場回数6回 |
| 2nd | 2009年3月4日   | 時代                     | TFCC-89267 | 1. 時代 [5:24] 2. りょうくん [4:17]          | オリコン最高70位、登場回数4回 |
| 3rd | 2009年11月18日 | Dear Lady                | TFCC-89288 | 1. Dear Lady [4:31] 2. BABY [5:24]           | オリコン最高165位、登場回数1回 |

## ミュージックビデオ
| 監督         | 曲名                                       |
| 柿本ケンサク | 「Dear My Friends」「トラウマ」            |
| 島田大介     | 「時代」                                   |
| 高橋栄樹     | 「Dear Lady」(出演:日菜あこ/木口千佳/琉奈) |

## 主なライブ
- 2008年12月30日 - COUNTDOWN JAPAN 08/09